# Przełęcz nad Szerokim Żlebem
Przełęcz nad Szerokim Żlebem (słow. Sedlo nad Širokým žľabom, 2206 m, 2199 m) – przełęcz w słowackich Tatrach Wysokich, w bocznej Grani Baszt oddzielającej Dolinę Mięguszowiecką od Doliny Młynickiej. W grani tej znajduje się pomiędzy Pośrednią Basztą (2374 m) a Małą Basztą (2287 m). Od strony Doliny Mięguszowieckiej spod przełęczy opada wybitny żleb zwany Szerokim Żlebem i od niego pochodzi nazwa przełęczy.
Przełęcz składa się z dwóch siodełek – niższego, północno-zachodniego (2206 m) oraz położonego wyżej południowo-wschodniego (2210 m). Rozdzielone są one niewielką kopką (2217 m). Do Doliny Młynickiej z obydwu siodełek opadają szerokie i łatwe do przejścia depresje; z południowego do Pośredniej Polany, z północnego ku Zadniej Polanie. Do Doliny Mięguszowieckiej z siodełka północnego opada trawiasty żleb, z południowego ścianka.

## Taternictwo
Obecnie przez przełęcz tę nie prowadzi żaden znakowany szlak turystyczny, obowiązuje więc zakaz chodzenia tędy. Dawniej jednak chodzono na Grań Baszt, wejście na przełęcz i okoliczne szczyty dla sprawnego turysty nie przedstawia większych trudności. Od Stawu nad Skokiem podejście na Przełęcz nad Szerokim Żlebem jest stosunkowo łatwe. Z przełęczy na szczyt Małej Baszty można wejść skałkami, upłazkami i rynnami. Trudniejsze jest podejście na szczyt Pośredniej Baszty. Trawiastą granią podchodzi się do bardzo stromego spiętrzenia skał. Obchodzi się go z lewej strony trawiastą półką, dochodząc nią do pierwszego żlebu. Żlebem podchodzi się w górę i pomiędzy poszarpanymi skalnymi występami na szczyt.
Pierwsze wejścia
- latem: Jan Gwalbert Pawlikowski i Maciej Sieczka, ok. 1880 r.,
- zimą: Theodor Wundt, 23 grudnia 1891 r.[4]

Drogi wspinaczkowe
1. Z Pośredniej Polany w Dolinie Młynickiej; 0- w skali tatrzańskiej, czas przejścia 1 godz. 15 min
2. Z Zadniej Polany w Dolinie Młynickiej; 0-, 1 godz.
3. Od wschodu, z Doliny Mięguszowieckiej przez Szeroki Żleb; 0, 1 godz. 30 min[3].

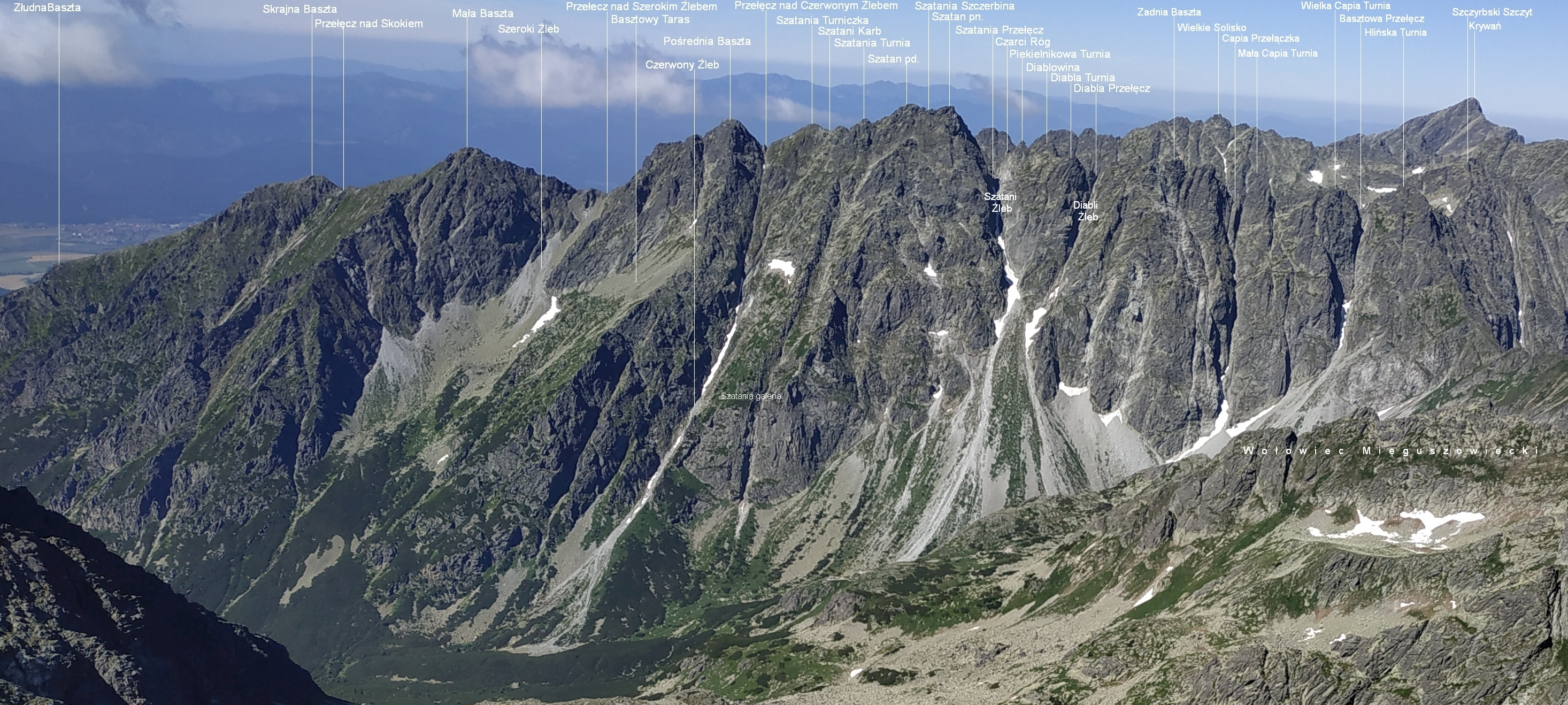
Widok z Rysów